# Box-office RFA 1986
Cet article traite du box-office de 1986 en République fédérale d'Allemagne (Allemagne de l'Ouest).

## Les millionaires
Par pays d'origine des films (Pays producteur principal)
- États-Unis : 16 films
- Allemagne : 4 films
- France : 4 films
- Royaume-Uni : 2 films
- Suède : 1 film
- Total : 27 films

| Classement | Titre                              | Pays                                | Réalisateur           | Box-office RFA    |
| ---------- | ---------------------------------- | ----------------------------------- | --------------------- | ----------------- |
| 1.         | Le Nom de la rose                  |                                     | Jean-Jacques Annaud   | 5 896 891 entrées |
| 2.         | Out of Africa                      | États-Unis d'Amérique               | Sydney Pollack        | 4 477 273 entrées |
| 3.         | Top Gun                            | États-Unis d'Amérique               | Tony Scott            | 4 265 434 entrées |
| 4.         | Police Academy 3                   | États-Unis d'Amérique               | Jerry Paris           | 3 299 839 entrées |
| 5.         | Rocky 4                            | États-Unis d'Amérique               | Sylvester Stallone    | 3 293 844 entrées |
| 6.         | Astérix et la Surprise de César    |                                     | Gaëtan et Paul Brizzi | 3 149 280 entrées |
| 7.         | Trois hommes et un couffin         |                                     | Coline Serreau        | 2 488 758 entrées |
| 8.         | Basil, détective privé             | États-Unis d'Amérique               | Ron Clements          | 2 226 405 entrées |
| 9.         | Momo                               |                                     | Johannes Schaaf       | 2 182 131 entrées |
| 10.        | Cobra                              | États-Unis d'Amérique               | George Cosmatos       | 1 751 777 entrées |
| 11.        | Feuer und Eis (de)                 | Allemagne                           | Willy Bogner Jr.      | 1 743 243 entrées |
| 12.        | Didi auf vollen Touren             | Allemagne                           | Dieter Hallervorden   | 1 691 448 entrées |
| 13.        | Short Circuit                      | Royaume-Uni                         | John Badham           | 1 681 753 entrées |
| 14.        | Extremities                        | États-Unis d'Amérique               | Robert M. Young       | 1 606 432 entrées |
| 15.        | 9 semaines 1/2                     | États-Unis d'Amérique               | Adrian Lyne           | 1 579 860 entrées |
| 16.        | Le Diamant du Nil                  | États-Unis d'Amérique               | Lewis Teague          | 1 457 838 entrées |
| 17.        | L'Affaire Chelsea Deardon          | États-Unis d'Amérique               | Ivan Reitman          | 1 387 748 entrées |
| 18.        | Chorus Line                        | États-Unis d'Amérique               | Richard Attenborough  | 1 298 380 entrées |
| 19.        | Labyrinthe                         | Royaume-Uni · États-Unis d'Amérique | Jim Henson            | 1 235 831 entrées |
| 20.        | La Couleur pourpre                 | États-Unis d'Amérique               | Steven Spielberg      | 1 211 708 entrées |
| 21.        | Pirates                            |                                     | Roman Polanski        | 1 155 576 entrées |
| 22.        | Ronja Rövardotter                  | Suède                               | Tage Danielsson       | 1 065 870 entrées |
| 23.        | Aliens le retour                   | États-Unis d'Amérique               | James Cameron         | 1 055 696 entrées |
| 24.        | Hannah et ses sœurs                | États-Unis d'Amérique               | Woody Allen           | 1 051 009 entrées |
| 25.        | Geld oder Leber (de)               | Allemagne                           | Dieter Pröttel        | 1 045 437 entrées |
| 26.        | La Folle Journée de Ferris Bueller | États-Unis d'Amérique               | John Hughes           | 1 043 312 entrées |
| 27.        | Highlander                         | États-Unis d'Amérique               | Russell Mulcahy       | 1 031 479 entrées |